# دانشگاه ساسکس
دانشگاه ساسکس(به انگلیسی: University of Sussex) یکی از دانشگاه‌های کشور انگلستان است که در کنار روستای فالمر (در شرق ساسکس) و در شهر برایتون اند هوو کشور انگلستان قرار دارد. این دانشگاه در سال ۱۹۶۱ پایه‌گذاری شد.
پردیس دانشگاه ساسکس در پارک ملی سات داونز South Downs National Park قرار دارد و با استفاده از وسایل حمل‌ونقل عمومی بسیار راحت می‌توان به مرکز شهر رفت. کیفیت تجهیزات و اماکن ورزشی دانشگاه به حدی بالا است که در تمرین‌های آماده‌سازی المپیک از آن‌ها استفاده می‌شود. ورزشکاران مستعد و توانمند می‌توانند برای دریافت بورسیه ورزشی که شامل چهار جایگاه ذخیره برای بازیکنان بسکتبال و هاکی است درخواست بدهند.

## نگارخانه

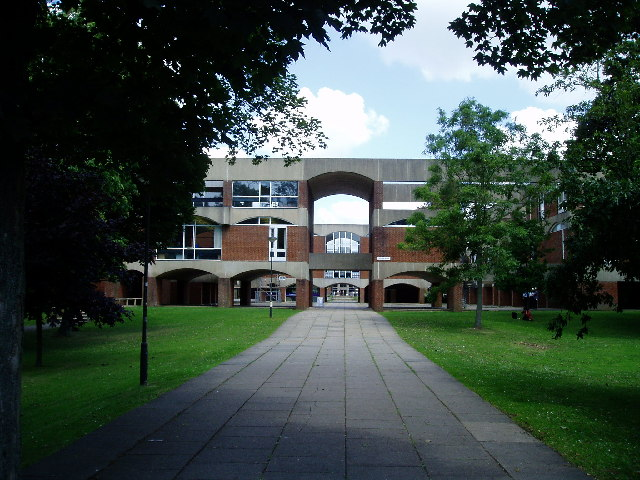
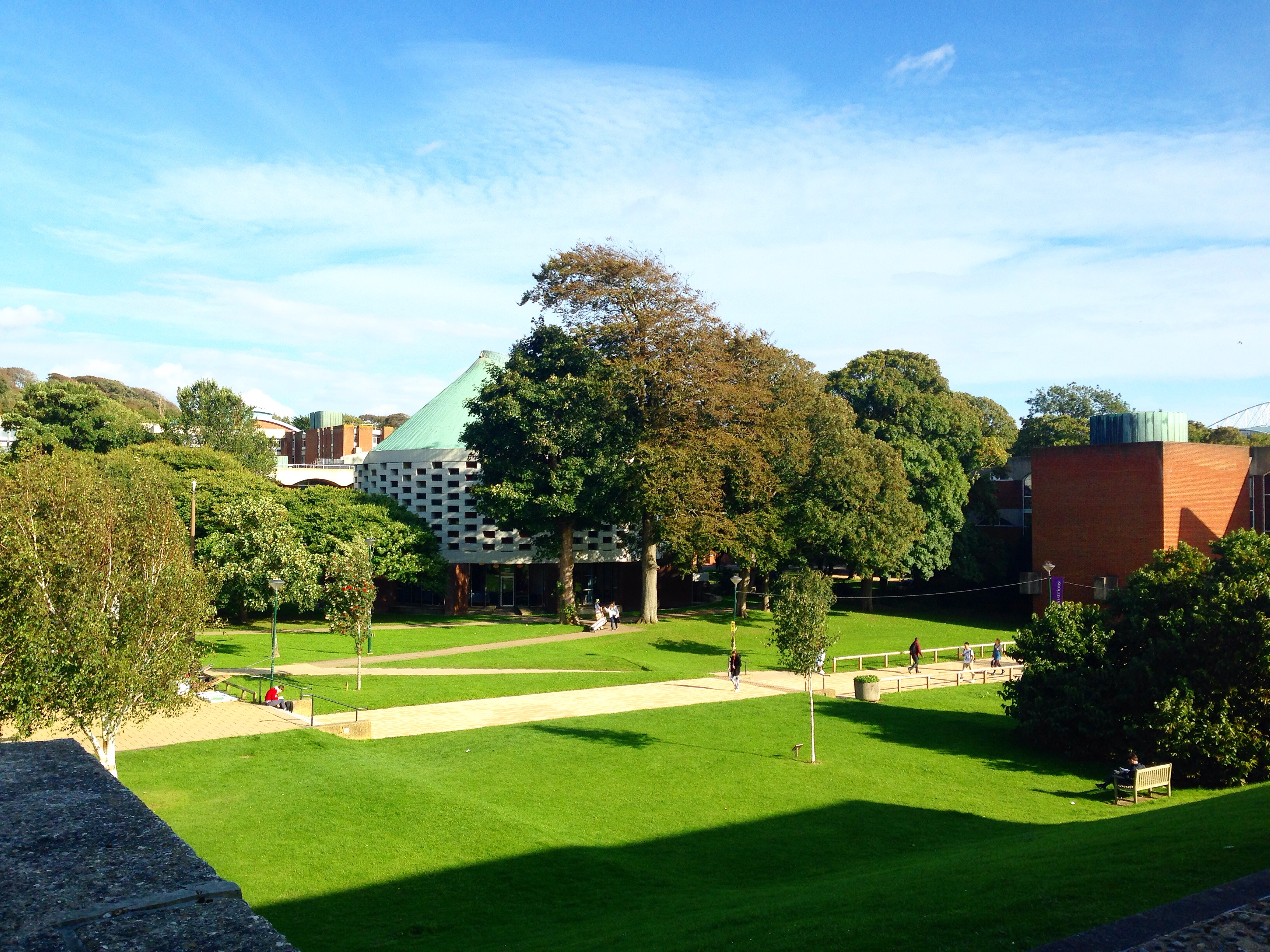
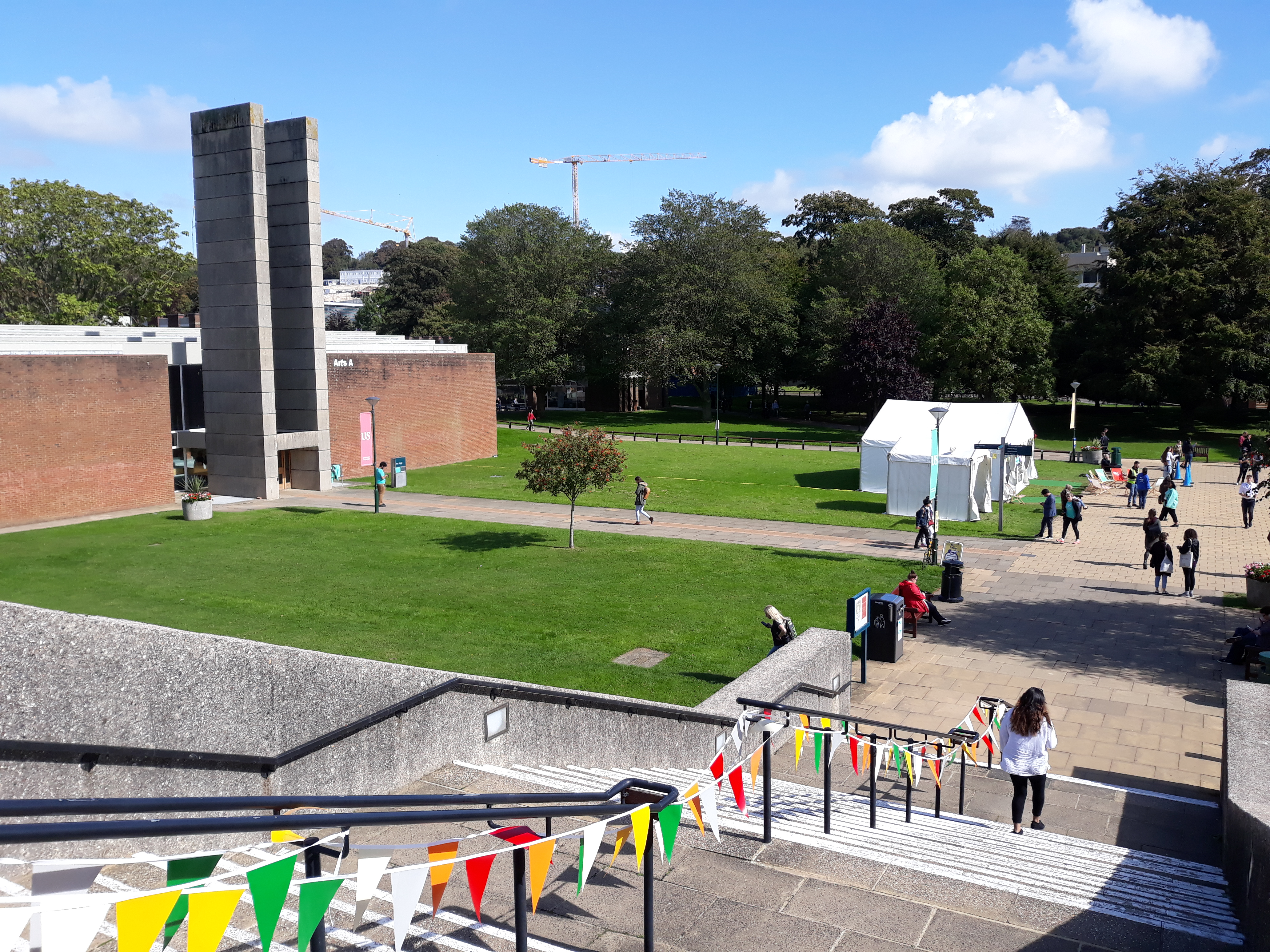
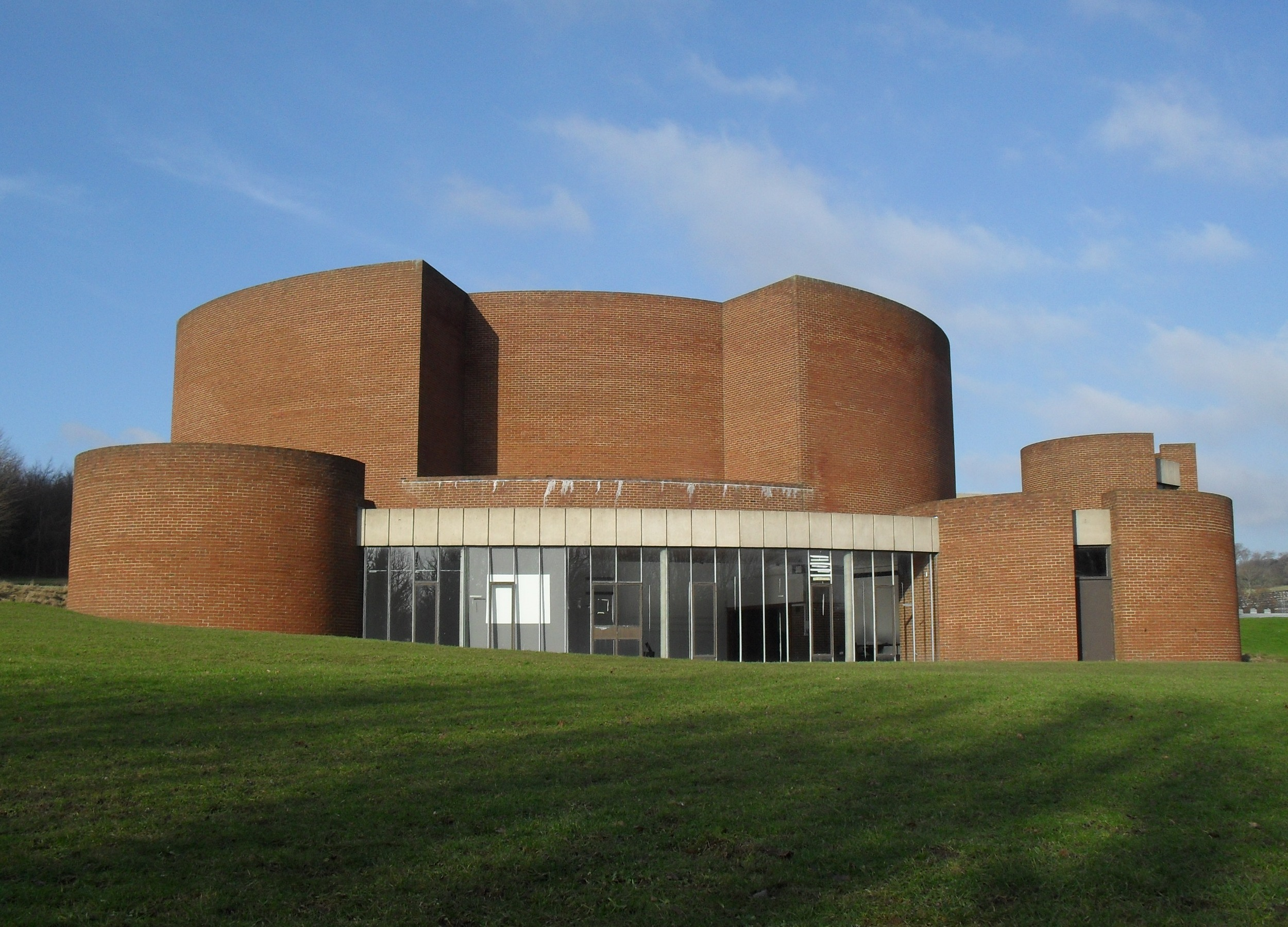
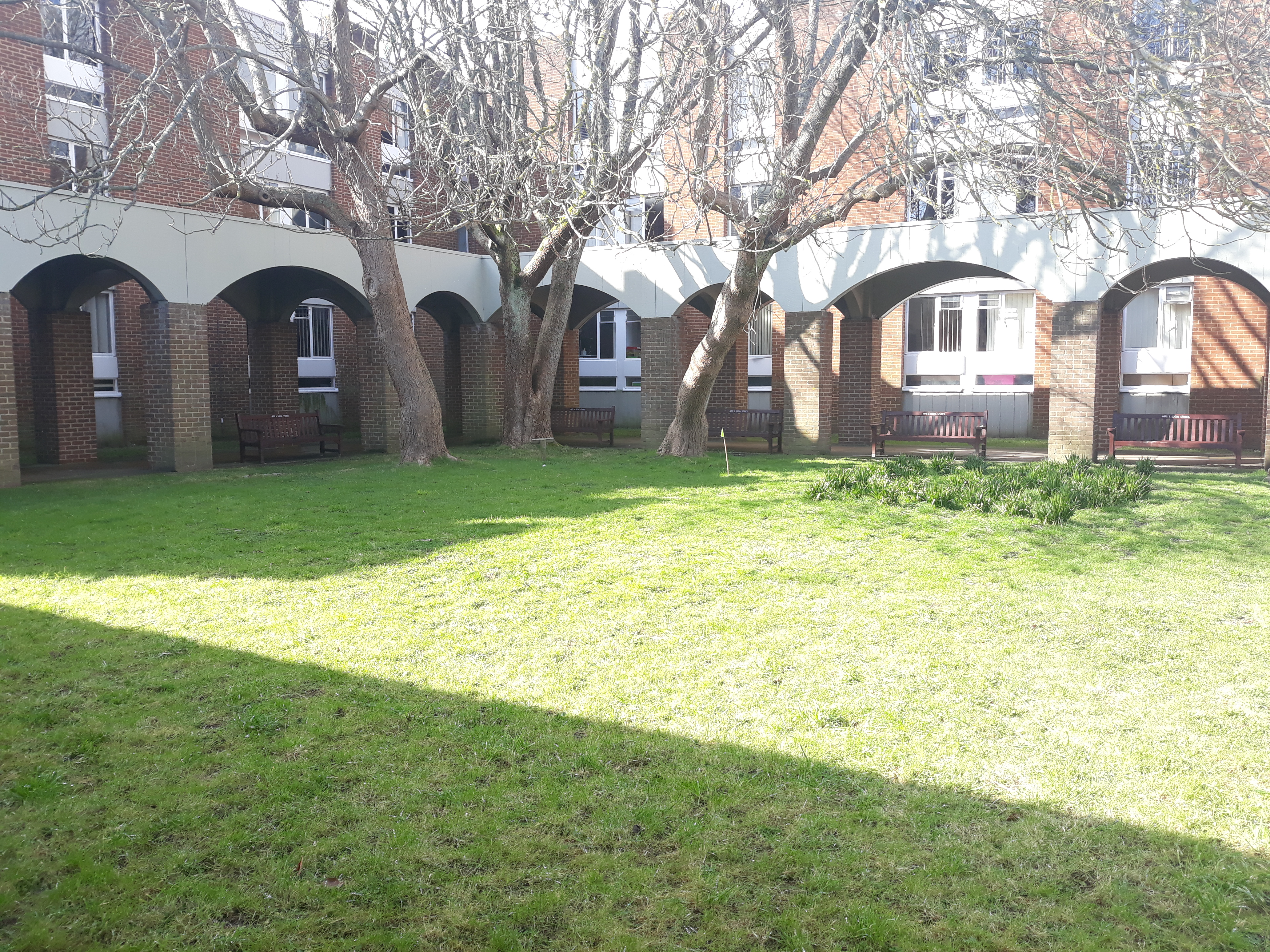